# Le Chalet (série télévisée)
Pour les articles homonymes, voir Le Chalet (homonymie).
Le Chalet est une mini-série française en six épisodes, créée par Alexis Lecaye, réalisée par Camille Bordes-Resnais et diffusée du 26 mars au 9 avril 2018 sur France 2. Au Québec, elle est diffusée à partir du 13 novembre 2018 sur TV5.

## Synopsis
La mise en scène alterne en permanence deux tableaux séparés de vingt ans.

### Tableau 1997
Jean-Louis Rodier, écrivain parisien en mal d'inspiration, décide de s'installer en famille à Valmoline, village reculé des Alpes, berceau de l'enfance de sa femme Françoise. Il loue pour cela un chalet appartenant à Philippe et Florence Personnaz, par ailleurs propriétaires du bar tabac unique commerce du village. L'intégration est laborieuse, les villageois marquant une hostilité manifeste à la présence de ces nouveaux venus. L'ambiance au chalet s'en ressent et Jean-Louis, aigri, se sent dévalorisé par son propre manque d'inspiration littéraire. Seule Muriel, la sœur de Philippe, lui manifeste de la sympathie lorsqu'il vient se changer les idées au bar ; une idylle naît entre eux alors que Jean-Louis voit dans la vie un peu paumée de Muriel le sujet possible de son futur roman.
Parallèlement, Julien, fils de Jean-Louis et Françoise, se prend d'amitié pour Alice Bordaz, la fille du menuisier. Cette fréquentation n'est pas du goût des adolescents mâles du village, emmenés par Sébastien Genesta, qui décident de mener la vie dure à Julien. Seul Manu Laverne, un camarade d'Alice, se lie d'amitié avec lui.
La présence des Rodier au chalet va brusquement s'interrompre sans explication.

### Tableau 2017
Tous les jeunes de Valmoline ont fait leur vie ailleurs. Manu décide de les rassembler à l'occasion de ses noces avec Adèle, enceinte de deux mois. Le chalet des Personnaz, inoccupé depuis vingt ans mais entièrement transformé, est choisi dans ce but. Manu et Adèle arrivent les premiers, et cette dernière ressent aussitôt d'étranges hallucinations : du sang sort du plancher des toilettes et au moindre bruit suspect, elle se réfugie terrorisée dans le premier placard venu.
Parallèlement, deux villageois disparaissent, victimes de mort violente.
La bande d'invités est annoncée à la gare voisine et un convoi routier s'organise. Tous les protagonistes de 1997 et leurs conjoints remontent au chalet pour s'y installer. Mais le pont qui constitue le seul accès à Valmoline s'écroule après le passage du dernier véhicule. Parallèlement, les invités découvrent que les téléphones fixes et mobiles sont devenus inopérants.
Avec les six derniers habitants du village, le groupe est désormais coupé du monde. Ce qui ressemble à une implacable vengeance va alors progressivement s'abattre sur le groupe.

## Fiche technique
- Créateurs et scénaristes : Alexis Lecaye, Camille Bordes-Resnais
- Réalisateur : Camille Bordes-Resnais
- Producteur : Alexis Lecaye
- Coproducteur : Djama, France Télévisions, TV5 Monde
- Musique : Samuel Hercule
- Son : Christophe Penchenat, Benoît Samaran, Claire Jouan, Ludovic Maucuit

## Distribution
1997
Les Genesta
- Éric Savin : Étienne Genesta, le père de Sébastien
- Blanche Veisberg : Christine Genesta
- Max Libert : Sébastien Genesta enfant

Les Personnaz
- Chloé Lambert : Muriel Personnaz, gérante du bar du village
- Philippe Dusseau : Philippe Personnaz
- Samantha Markowic : Florence Personnaz, la mère, gérante de magasin
- Arthur Dujardin : Thierry Personnaz enfant
- Eliott Lobrot : Laurent Personnaz enfant

Les Rodier, une famille qui compte s'installer au village et occupe le chalet de famille :
- Manuel Blanc : Jean-Louis Rodier, 44 ans, un écrivain en mal d'inspiration.
- Mia Delmaë : Françoise Rodier, l'épouse de Jean-Louis qui a habité au village dans sa jeunesse et qui sortait avec Philippe.
- Félix Lefebvre : Julien Rodier, le fils de 13 ans
- Laura Meunier : Amélie Rodier, la petite dernière
- Thierry Godard : Alexandre Gossange, le cousin de Françoise, un mathématicien vivant à l'écart.

Les Bordaz
- Pasquale d'Inca : Milou Bordaz
- Louvia Bachelier : Alice Bordaz enfant, la fille de l'ébéniste

Autres
- Nadir Legrand : Paul, le facteur
- Laurent Bur : Gaspard, copain d'Étienne Genesta.

2017
- Marc Ruchmann : Manu Laverne adulte, devenu ingénieur, qui retrouve ses amis d'enfance au chalet.
- Émilie de Preissac : Adèle, la petite amie de Manu
- Agnès Delachair : Alice Bordaz adulte, qui n'est pas revenue au village depuis la mort de son père, dix ans auparavant.
- Mathieu Simonet : Fabio Romani, un chef et compagnon d'Alice
- Pierre-Benoist Varoclier : Olivier Salvet
- Nade Dieu : Mathilde Reynard
- Jean-Toussaint Bernard : Thierry Personnaz adulte
- Charles Petit : Laurent Personnaz adulte
- Fleur Geffrier : Erika Personnaz, la femme de Thierry.
- Fleur Lise Heuet : Tiphaine, la compagne de Laurent
- Nicolas Gob : Sébastien Genesta adulte
- Maud Jurez : Maud Dautremer, une jeune actrice qui sort avec Sébastien
- Catherine Vinatier : le docteur Ségur, expert psychiatre

## Lieux de tournage

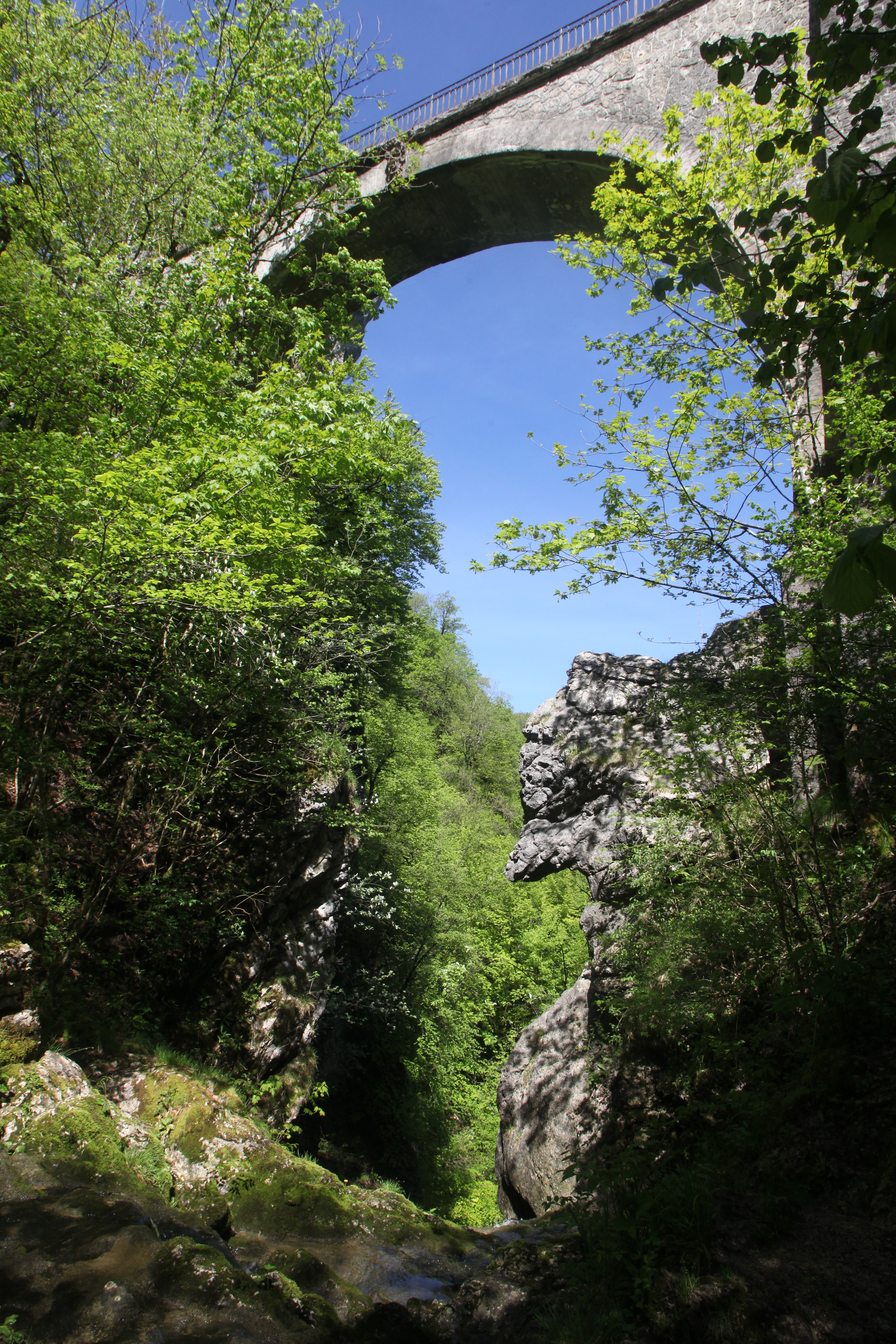
Pont du Diable

Le tournage s'est déroulé, pendant l'été 2016, à Chamonix, où est situé le chalet mais aussi à Bozel, hameaux de Tincave et La Chenal, à plusieurs dizaines de kilomètres, et à la Gare de Morez. Le pont qui s'écroule partiellement dans la série est le Pont du Diable, qui relie Crouzet-Migette et Sainte Anne. Ces lieux éloignés ont rendu le tournage complexe, de même que le nombre important de comédiens sur deux époques différentes. Ces difficultés ont été sous-estimées par le co-scénariste Alexis Lecaye, de son propre aveu.

## Production
Le duo Camille Bordes-Resnais et Alexis Lecaye était déjà à l'origine de la série Les Dames. Présenté hors compétition au Festival de la fiction TV de La Rochelle, les deux premiers épisodes avaient été jugés trop confus par les professionnels. France 2 a donc demandé des changements dans le montage.
La série est dédiée à Blanche Veisberg (Christine Genesta), décédée en décembre 2017.

## Accueil

### Critique
Le Moustique estime que « le casting ne convainc pas complètement » et que « le suspense en prend donc un coup ». Le Parisien pointe la difficulté d'une intrigue sur deux périodes : « il faut parfois s'accrocher pour suivre ces allers-retours entre les époques, retrouver qui est l’enfant d’antan devenu l'adulte d'aujourd'hui parmi tous ces héros. ». Pour Le Figaro, « les deux premiers épisodes du Chalet pourront sembler indigestes tant le nombre de personnages présentés est vaste. Pour autant, le suspense nous happe, dès la fin de cette première soirée, pour ne plus nous quitter ensuite ».

### Audiences en France
| No | Titre    | Première diffusion | Première diffusion     |
| No | Titre    | Date               | Audiences et PDM       |
| -- | -------- | ------------------ | ---------------------- |
| 1  | Partie 1 | 26 mars 2018       | 3,28 millions (12,8 %) |
| 2  | Partie 2 | 26 mars 2018       | 2,89 millions (12,3 %) |
| 3  | Partie 3 | 2 avril 2018       | 3,13 millions (12,3 %) |
| 4  | Partie 4 | 2 avril 2018       | 2,81 millions (12,6 %) |
| 5  | Partie 5 | 9 avril 2018       | 2,98 millions (11,6 %) |
| 6  | Partie 6 | 9 avril 2018       | 2,85 millions (12,2 %) |